# Рестоака (комуна)
Рестоака (рум. Răstoaca) — комуна у повіті Вранча в Румунії. До складу комуни входить єдине село Рестоака.
Комуна розташована на відстані 164 км на північний схід від Бухареста, 8 км на південний схід від Фокшан, 63 км на північний захід від Галаца, 130 км на схід від Брашова.

## Населення
У 2009 року у комуні проживали 2526 осіб.